# Daniel Bollius
Daniel Bollius (auch Daniel Pollius, * um 1590 in Hechingen; † um 1642 wahrscheinlich in Mainz) war ein deutscher Komponist des Frühbarock.

## Leben und Wirken
Daniel Bollius’ Vater war der Kapellmeister Marcus Bollius (auch Marcus Pollius). Es wird vermutet, dass dieser sein erster Lehrer war, später unterrichtete ihn Jakob Haßler. Schon als Jugendlicher soll er bei Tanzveranstaltungen die Cister gespielt haben. 1603 besuchte Bollius die Universität Dillingen. Zehn Jahre später übernahm er das Amt des Hoforganisten am Hof der Grafen von Hohenzollern-Sigmaringen in Sigmaringen. 1626 kam er in den Dienst des Erzbischofs von Mainz, dort wurde er 1628 Kapellmeister, nach anderer Darstellung hatte er neben dem Hoforganistenamt 1631 nur die Funktion des stellvertretenden Kapellmeisters. Dem Erzbischof widmete er verschiedene Kompositionen. Die Liste der Organisten des Mainzer Doms sieht ihn als seit 1627 wirkend. Sein Wirken im Bistum Mainz ist bis nach 1638 belegt. Um 1642 starb er vermutlich in Mainz. Als Fachmann für den Orgelbau hatte Bollius einen guten Ruf. Dies galt auch für sein Schaffen als Musiker. Zu Lebzeiten war er hochgeachtet.
Als einer der frühesten Repräsentanten des „italienischen oratorischen Stils“ komponierte er zwischen 1616 und 1626 die Repraesentatio harmonica conceptionis et nativitatis S. Joannis Baptistae („Musikalische Darstellung der Empfängnis und Geburt des heiligen Johannes des Täufers“), die als erstes Oratorium eines deutschen Komponisten gilt und auch als „erstes Oratorium im italienischen Stil auf deutschem Boden“ bezeichnet wird. In einer Aufnahme von 2014 mit dem Johann Rosenmüller-Ensemble unter der Leitung von Arno Paduch ist dieses Werk die einzige auf CD erhältliche Komposition von Bollius. Er schuf auch Instrumentalmusik sowie geistliche Konzerte und Dialoge. Manche Werke von Bollius galten bis ins 21. Jahrhundert hinein als verschollen und werden nach und nach wieder aufgeführt. Dabei zeigt sich, dass er ein wichtiger Komponist seiner Epoche ist. Der Fagottist Adrian Rovatkay entdeckte Bollius-Werke in der Staatsbibliothek Berlin und wirkte bei deren Herausgabe mit. Er führte beim Musikfest Erzgebirge im Jahr 2010 zusammen mit dem Ensemble Chelycus das Werk Harmonische Dialoge auf.